# Aleksej Dmitrik
Aleksej Vladimirovitj Dmitrik (ryska: Алексей Владимирович Дмитрик), född 12 april 1984 i Slantsy, är en rysk höjdhoppare.
Dmitrik höjde 2 juni 2011 sitt personbästa på 2,33 från 2009 till 2,35 i en tävling i Huelva. Han höjde det senare till 2,36 vid de ryska mästerskapen som han vann.
Dmitrik är 1,89 m lång och väger 74 kg.

## Personliga rekord
- Höjdhopp utomhus - 2,36 meter (23 juli 2011 i Tjeboksary)
- Höjdhopp inomhus - 2,34 meter (29 januari 2005 i Glasgow)